# 韦克桑地区马尼
韦克桑地区马尼（法語：Magny-en-Vexin，法語發音：[maɲi ɑ̃ vɛksɛ̃] ⓘ），法国中北部城市，法兰西岛大区瓦兹河谷省的一个市镇，隶属于蓬图瓦兹区，其市镇面积为14.02平方公里，2022年1月1日时人口数量为5,755人，在法国城市中排名第1,897位。
韦克桑地区马尼位于瓦兹河谷省西北部，韦克桑地区东部腹地，北侧与瓦兹省接壤，是一个区域性的中心城市，多条公路在此交汇。

## 地名来源
“马尼”一名来源于高卢人名“Manius”，意为“出生于早晨”，其衍生的拉丁语地名形式为“Magniacum”，意为“Manius的城池”。
因翻译标准不同，“Magny-en-Vexin”在中文谷歌地图以及部分汉语资料中又被译为马尼昂韦克桑。

## 历史

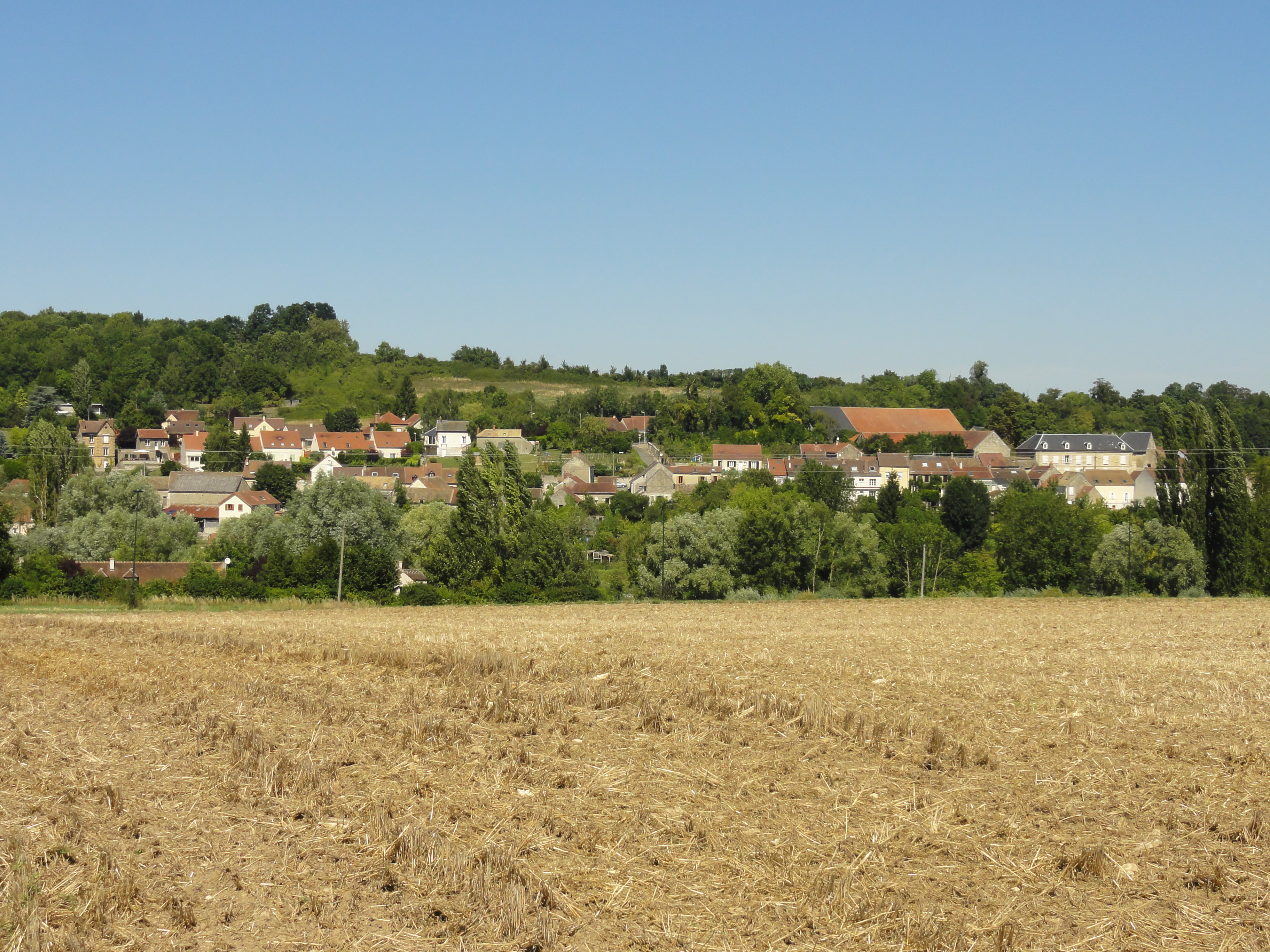
远眺布拉梅库尔

韦克桑地区马尼的早期历史尚不清楚，现代考古发掘证明该区域在公元前一世纪左右就已出现民宅。罗马人入侵高卢后，连接巴黎和鲁昂之间的道路由此通过。韦克桑地区马尼作为聚落首次于公元11世纪被记载。中世纪末，法兰西国王路易十二在此创建集市，马尼逐渐成为一个区域性的商业中心。16世纪中期，弗朗索瓦一世曾将马尼划为皇家领地（bailliage royal）。17世纪时，马尼出现了多处教会。法国大革命后，马尼成为塞纳-瓦兹省的一个市镇，并于1801年更名为“韦克桑地区马尼”。二战后，当地人口数量有所增加。布拉梅库尔和阿尔蒂约勒两个市镇分别于1964年和1967年整体并入韦克桑地区马尼。

## 地理

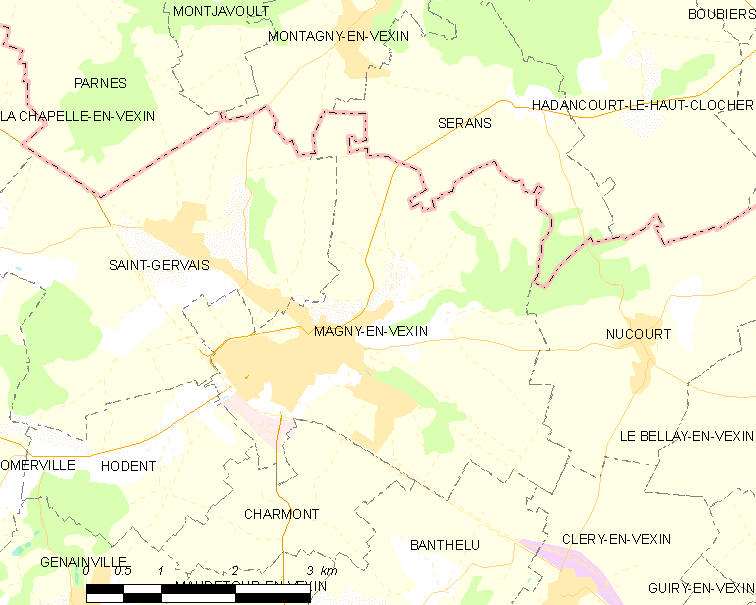
韦克桑地区马尼市镇范围地图

韦克桑地区马尼位于法国中北部，法兰西岛大区西北部和瓦兹河谷省西北部，距离省会蓬图瓦兹大约30公里。与韦克桑地区马尼接壤的市镇包括：韦克桑地区蒙塔尼、邦特吕、沙尔蒙、瑟朗、韦克桑地区克莱里、奥当、尼库尔、圣热尔韦。

### 地形
韦克桑地区马尼位于巴黎盆地西北部，境内以平原及浅丘为主，市镇中心地势较为平坦，全境海拔在63到149米之间。

### 水文
韦克桑地区马尼位于塞纳河流域，马尼欧贝特河自东向西流经境内，该河是埃普特河的左岸支流。

### 植被
韦克桑地区马尼属于温带阔叶混交林区，林地主要分布于市区南部及河流附近。
在鲜花城市的评比中，韦克桑地区马尼暂未被评级。

### 气候
韦克桑地区马尼在柯本气候分类法中属于温带海洋性气候。
距离韦克桑地区马尼最近的常年气象站位于维迪若利维拉日境内，以下为该气象站的数据（其中日照数据取自博韦-蒂耶机场）：
| 维迪若利维拉日1981年－2019年 | 维迪若利维拉日1981年－2019年 | 维迪若利维拉日1981年－2019年 | 维迪若利维拉日1981年－2019年 | 维迪若利维拉日1981年－2019年 | 维迪若利维拉日1981年－2019年 | 维迪若利维拉日1981年－2019年 | 维迪若利维拉日1981年－2019年 | 维迪若利维拉日1981年－2019年 | 维迪若利维拉日1981年－2019年 | 维迪若利维拉日1981年－2019年 | 维迪若利维拉日1981年－2019年 | 维迪若利维拉日1981年－2019年 | 维迪若利维拉日1981年－2019年 |
| 月份                         | 1月                          | 2月                          | 3月                          | 4月                          | 5月                          | 6月                          | 7月                          | 8月                          | 9月                          | 10月                         | 11月                         | 12月                         | 全年                         |
| ---------------------------- | ---------------------------- | ---------------------------- | ---------------------------- | ---------------------------- | ---------------------------- | ---------------------------- | ---------------------------- | ---------------------------- | ---------------------------- | ---------------------------- | ---------------------------- | ---------------------------- | ---------------------------- |
| 历史最高温 °C（°F）          | 15.5 (59.9)                  | 19.6 (67.3)                  | 23.4 (74.1)                  | 27.2 (81.0)                  | 33.3 (91.9)                  | 35.8 (96.4)                  | 37.4 (99.3)                  | 39.8 (103.6)                 | 33.5 (92.3)                  | 28.2 (82.8)                  | 19.3 (66.7)                  | 16.5 (61.7)                  | 39.8 (103.6)                 |
| 平均高温 °C（°F）            | 6.6 (43.9)                   | 8 (46)                       | 11.7 (53.1)                  | 14.8 (58.6)                  | 18.7 (65.7)                  | 21.8 (71.2)                  | 24.5 (76.1)                  | 24.9 (76.8)                  | 20.5 (68.9)                  | 15.8 (60.4)                  | 10 (50)                      | 6.4 (43.5)                   | 15.3 (59.5)                  |
| 日均气温 °C（°F）            | 4 (39)                       | 4.7 (40.5)                   | 7.4 (45.3)                   | 9.6 (49.3)                   | 13.2 (55.8)                  | 16 (61)                      | 18.4 (65.1)                  | 18.6 (65.5)                  | 15 (59)                      | 11.6 (52.9)                  | 6.9 (44.4)                   | 3.9 (39.0)                   | 10.8 (51.4)                  |
| 平均低温 °C（°F）            | 1.4 (34.5)                   | 1.5 (34.7)                   | 3 (37)                       | 4.3 (39.7)                   | 7.7 (45.9)                   | 10.3 (50.5)                  | 12.3 (54.1)                  | 12.3 (54.1)                  | 9.5 (49.1)                   | 7.4 (45.3)                   | 3.8 (38.8)                   | 1.4 (34.5)                   | 6.2 (43.2)                   |
| 历史最低温 °C（°F）          | −15.8 (3.6)                  | −14.4 (6.1)                  | −9.3 (15.3)                  | −6.5 (20.3)                  | −1.7 (28.9)                  | −0.5 (31.1)                  | 4.1 (39.4)                   | 3.4 (38.1)                   | 0 (32)                       | −4.1 (24.6)                  | −9.5 (14.9)                  | −11.3 (11.7)                 | −15.8 (3.6)                  |
| 平均降水量 mm（）            | 55.8 (2.20)                  | 49.3 (1.94)                  | 52.7 (2.07)                  | 54.8 (2.16)                  | 58.8 (2.31)                  | 58 (2.3)                     | 60.1 (2.37)                  | 52.4 (2.06)                  | 49.8 (1.96)                  | 69.4 (2.73)                  | 62.7 (2.47)                  | 69.2 (2.72)                  | 693 (27.3)                   |
| 月均日照時數                 | 65.2                         | 76.7                         | 124                          | 171.5                        | 198.9                        | 211.8                        | 217.4                        | 210.1                        | 162                          | 112.2                        | 66.9                         | 52.6                         | 1,669.3                      |
| 来源：infoclimat.fr          |                              |                              |                              |                              |                              |                              |                              |                              |                              |                              |                              |                              |                              |

## 行政区划
韦克桑地区马尼是法国法兰西岛大区瓦兹河谷省的一个市镇，编号为95355。韦克桑地区马尼隶属于蓬图瓦兹区、瓦兹河谷省第一选区以及沃雷阿勒县，同时也是韦克桑-塞纳河谷市镇公共社区的办公驻地。
法国国家统计与经济研究所（简称）在进行数据统计时，将韦克桑地区马尼及相邻的圣热尔韦设为韦克桑地区马尼城市核心区，并将包括核心区在内的共1,793个市镇设为巴黎城市区。自2020年起，巴黎城市区被包含1,949个市镇的巴黎城市辐射区代替此外，还将韦克桑地区马尼市镇整体看作一个“块区”（IRIS），以便于统计人口分布情况。

## 交通

### 公路
瓦兹河谷省省道D14线、D86线、D174线和D983线在韦克桑地区马尼境内交汇。
| 11 | 23 |

| 13 | 19 |

| 蓬图瓦兹 | 30 |

| 芒特拉若利 | 21 |

| 巴黎-小教堂门立交 | 54 |

| 鲁昂 | 67 |

| 博韦 | 47 |

| 日索尔 | 18 |

2018年，73.7%的韦克桑地区马尼家庭拥有至少一辆私人汽车。2019年，韦克桑地区马尼境内共发生各类交通事故2起，造成2人受伤。

### 铁路

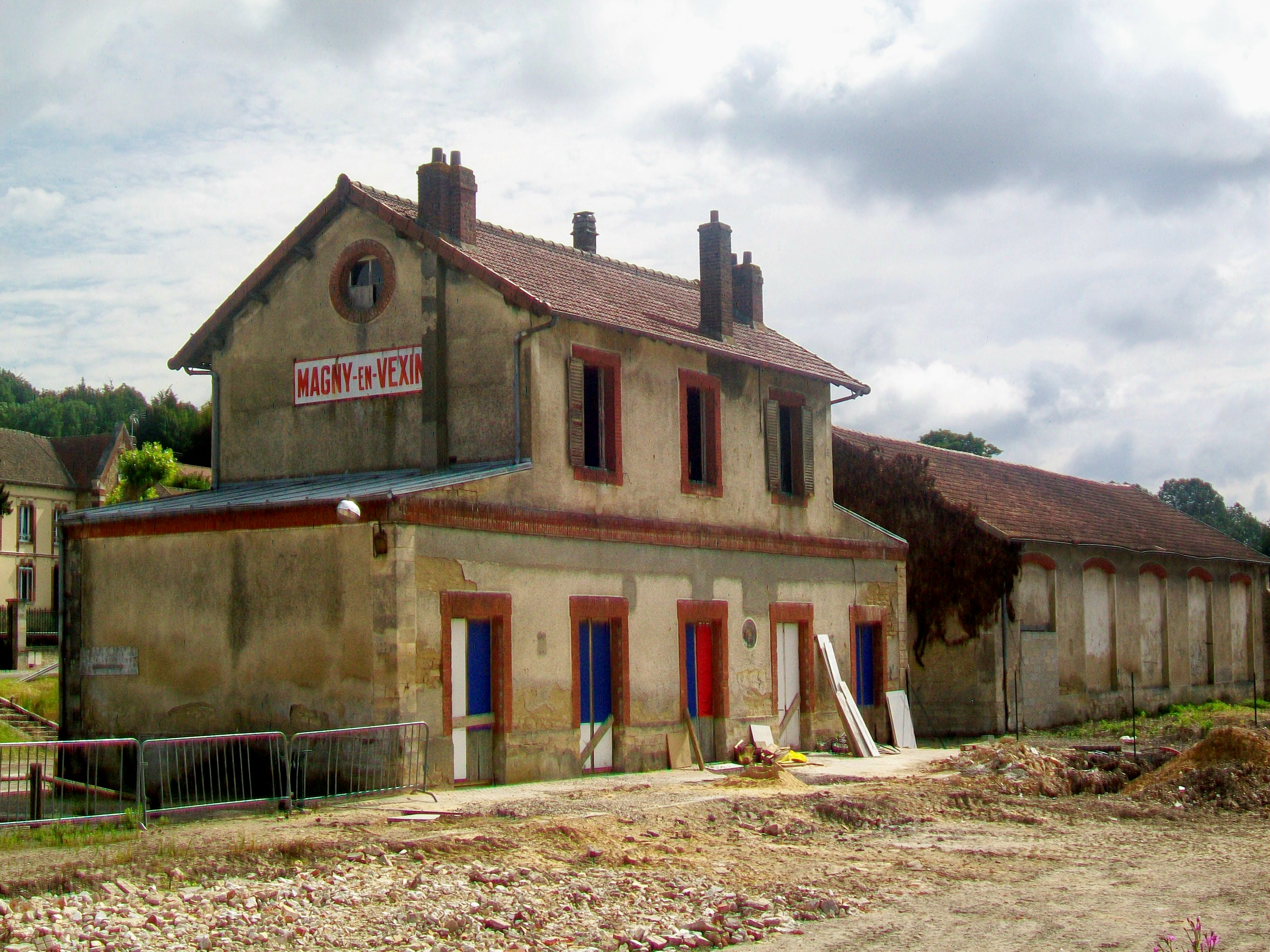
韦克桑地区马尼火车站旧址

韦克桑地区马尼位于沙尔－韦克桑地区马尼铁路上，该铁路已于1987年关闭。
距离韦克桑地区马尼最近的运营中的客运铁路车站为13公里外的沙尔站，该站停靠往返于巴黎和日索尔之间的Transilien J线区域列车。

### 航空
距离韦克桑地区马尼最近的民用航空站为博韦-蒂耶机场，距离韦克桑地区马尼市中心的公路里程约57公里。

### 城市公共交通
韦克桑地区城市公共交通（商业名称为）是当地的城市公共交通系统。截至2022年4月，该系统共包括29条公交线路，路网覆盖了韦克桑地区马尼市区内的主要街道和居民区，其中95-04线可直达塞尔吉省府站。

## 政治

### 市政内阁

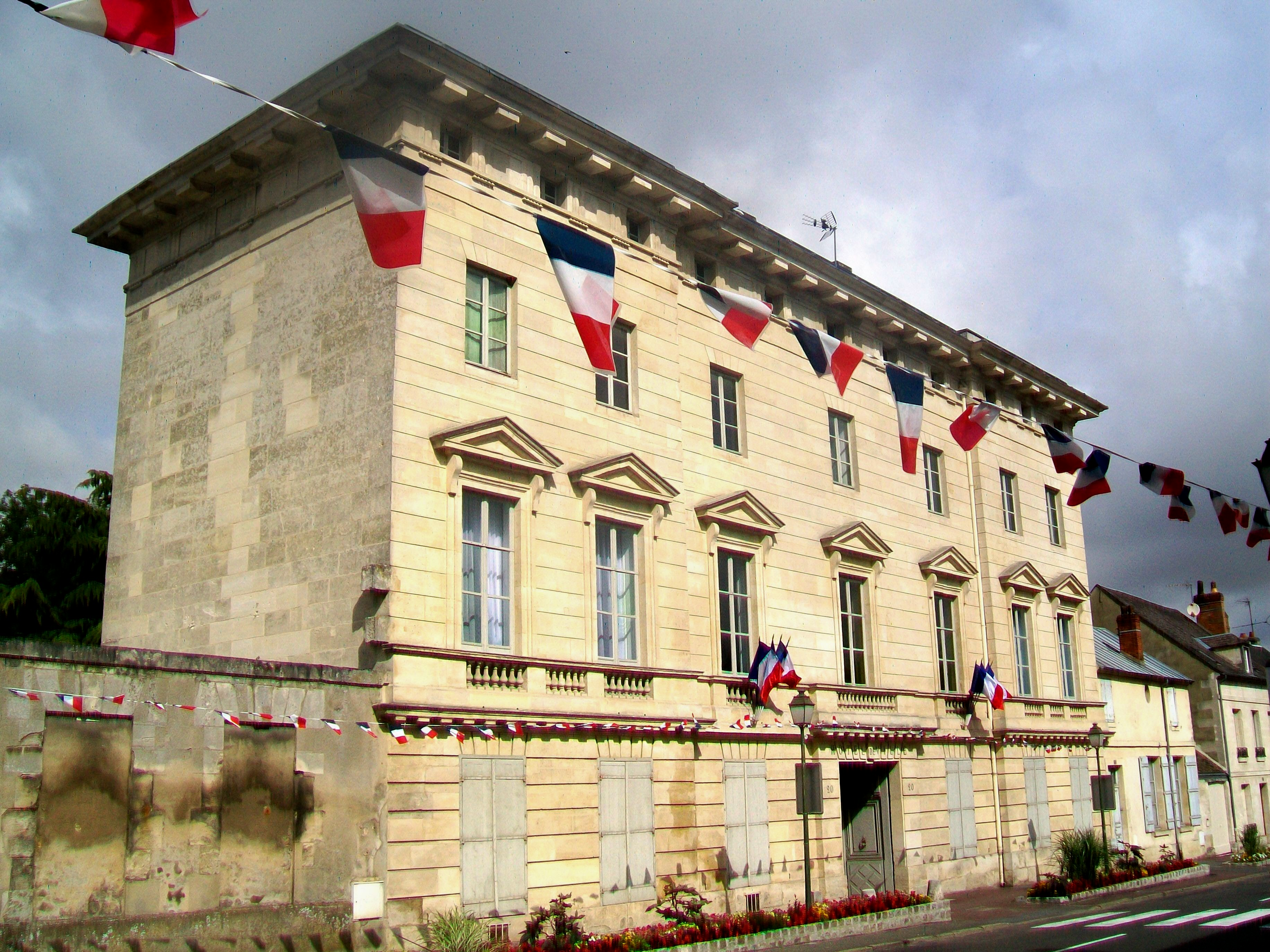
韦克桑地区马尼市政厅

韦克桑地区马尼的现任市长为吕克·皮埃什-达利萨克先生（Luc PUECH D'ALISSAC），他是一名右翼无党派人士，在2020年的市政选举中获得了58.28%的支持率。
| 韦克桑地区马尼历届市长 | 韦克桑地区马尼历届市长                   | 韦克桑地区马尼历届市长                        |
| 任期                   | 市长                                     | 党派                                          |
| ---------------------- | ---------------------------------------- | --------------------------------------------- |
| （1967年以前资料暂缺） |                                          |                                               |
| 1967年－1995年         | Gilbert PICARD 吉尔贝·皮卡尔             | RI独立激进党 →UDF法国民主联盟 →PR法国共和人党 |
| 1995年－2001年         | Jean BOISNAULT 让·布瓦诺                 | DVD右翼无党派人士                             |
| 2001年－2020年         | Jean-Pierre MULLER 让-皮埃尔·米勒        | PS社会党 →DVG左翼无党派人士                   |
| 2020年－               | Luc PUECH D'ALISSAC 吕克·皮埃什-达利萨克 | DVD右翼无党派人士                             |

### 各级选举
| 韦克桑地区马尼历届投票选举结果 | 韦克桑地区马尼历届投票选举结果 | 韦克桑地区马尼历届投票选举结果 | 韦克桑地区马尼历届投票选举结果 | 韦克桑地区马尼历届投票选举结果 | 韦克桑地区马尼历届投票选举结果 | 韦克桑地区马尼历届投票选举结果 | 韦克桑地区马尼历届投票选举结果 | 韦克桑地区马尼历届投票选举结果 | 韦克桑地区马尼历届投票选举结果 |
| 选举项目                       | 选举范围                       | 选区单位                       | 选举结果                       | 选举结果                       | 选举结果                       | 选举结果                       | 选举结果                       | 选举结果                       | 参考资料                       |
| 选举项目                       | 选举范围                       | 选区单位                       | 第一轮胜出者                   | 第一轮胜出者                   | 支持率                         | 第二轮胜出者                   | 第二轮胜出者                   | 支持率                         | 参考资料                       |
| ------------------------------ | ------------------------------ | ------------------------------ | ------------------------------ | ------------------------------ | ------------------------------ | ------------------------------ | ------------------------------ | ------------------------------ | ------------------------------ |
| 2017年法國總統選舉             | 法國                           | 市镇                           |                                | 玛丽娜·勒庞                    | 27.4%                          |                                | 埃马纽埃尔·马克龙              | 56.75%                         | [ 24 ]                         |
| 2017年法国立法选举             | 瓦兹河谷省第一选区             | 市镇                           |                                | 伊莎贝尔·圣地亚哥              | 32.05%                         |                                | 伊莎贝尔·圣地亚哥              | 51.2%                          | [ 24 ]                         |
| 2019年欧洲议会选举             | 法國                           | 市镇                           |                                | 若尔丹·巴尔代拉                | 27.96%                         | （不适用）                     | （不适用）                     | （不适用）                     | [ 26 ]                         |
| 2021年法国省级选举             | 瓦兹河谷省                     | 县                             |                                | 帕特里夏·若塞 托马·瓦泰尔      | 54.61%                         |                                | 帕特里夏·若塞 托马·瓦泰尔      | 73.16%                         | [ 27 ]                         |
| 2021年法国省级选举             | 瓦兹河谷省                     | 市镇                           |                                | 帕特里夏·若塞 托马·瓦泰尔      | 34.54%                         |                                | 帕特里夏·若塞 托马·瓦泰尔      | 53.3%                          | [ 27 ]                         |
| 2021年法国大区选举             | 法蘭西島大區                   | 市镇                           |                                | 瓦莱丽·佩克雷斯                | 47.84%                         |                                | 瓦莱丽·佩克雷斯                | 54.95%                         | [ 28 ]                         |
| 2022年法国总统选举             | 法國                           | 市镇                           |                                | 玛丽娜·勒庞                    | 28.17%                         |                                | 埃马纽埃尔·马克龙              | 52.01%                         | [ 24 ]                         |

## 人口
2018年，韦克桑地区马尼市镇人口数量为5,750，在法国排名第1,897位。其中男性2,720人，女性3,030人，75岁及以上人口占5.8%，外籍人口数量为1,356人，人口密度为410人/平方公里，当地居民被称为（男性）或（女性）。2019年，韦克桑地区马尼境内出生58人，死亡人口45人。
| 韦克桑地区马尼1901年－2019年人口变化情况 |
|                                          |
| 数据来源：Cassini、INSEE                 |

## 经济
韦克桑地区马尼是一个区域性的中心城市，隶属于蓬图瓦兹工商局（Registre du commerce et des sociétés de Pontoise）。截止2022年4月，韦克桑地区马尼市镇范围内共有各类用人单位（包含自雇）951家，平均历史为15年，其中99.46%为中小型企业（PME），2022年2月至4月间，当地的经济活力指数为0.84%。

## 财政与居民收入
2020年，韦克桑地区马尼的财政收入总额为7,284,320欧元，财政支出总额为6,272,580欧元，当年的债务总额为5,182,610欧元。2021年，韦克桑地区马尼共获得1,115,639欧元的国家财政补助，比上一年增加了3.99%。
2019年，韦克桑地区马尼的人均月收入总额为2,396欧元，其中高级职员为3,934欧元，低于法国平均水平（4,230欧元）；中级职员为2,465欧元，高于法国平均水平（2,411欧元）；普通职员为1,849欧元，高于法国平均水平（1,740欧元）。
2018年，韦克桑地区马尼境内的青壮年（15至64岁）失业率为13.5%，当地50.6%的家庭拥有纳税资格，平均纳税2,922欧元，低于法国平均水平（3,910欧元）。

## 社会事务

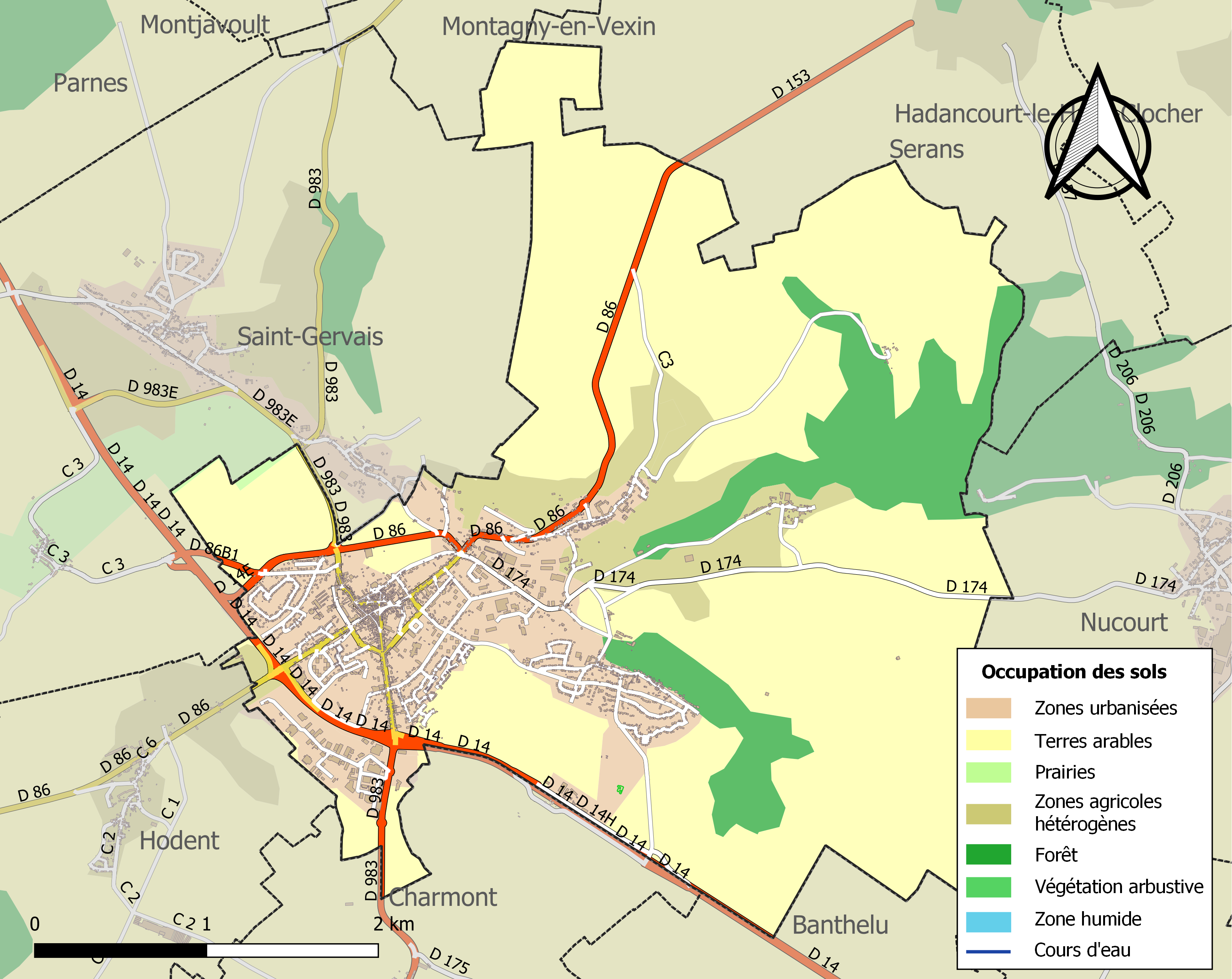
韦克桑地区马尼土地利用情况地图

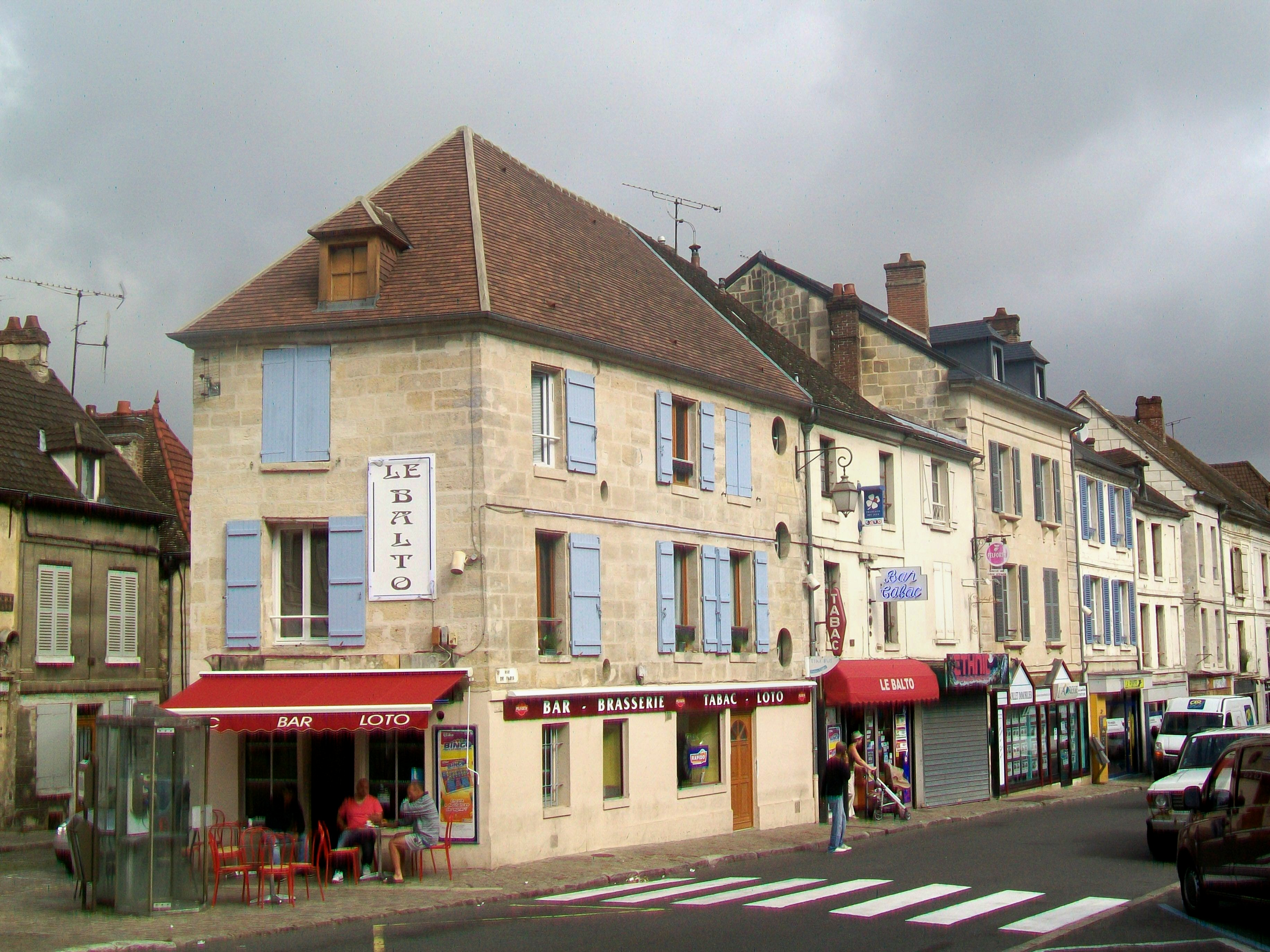
韦克桑地区马尼街头的咖啡厅

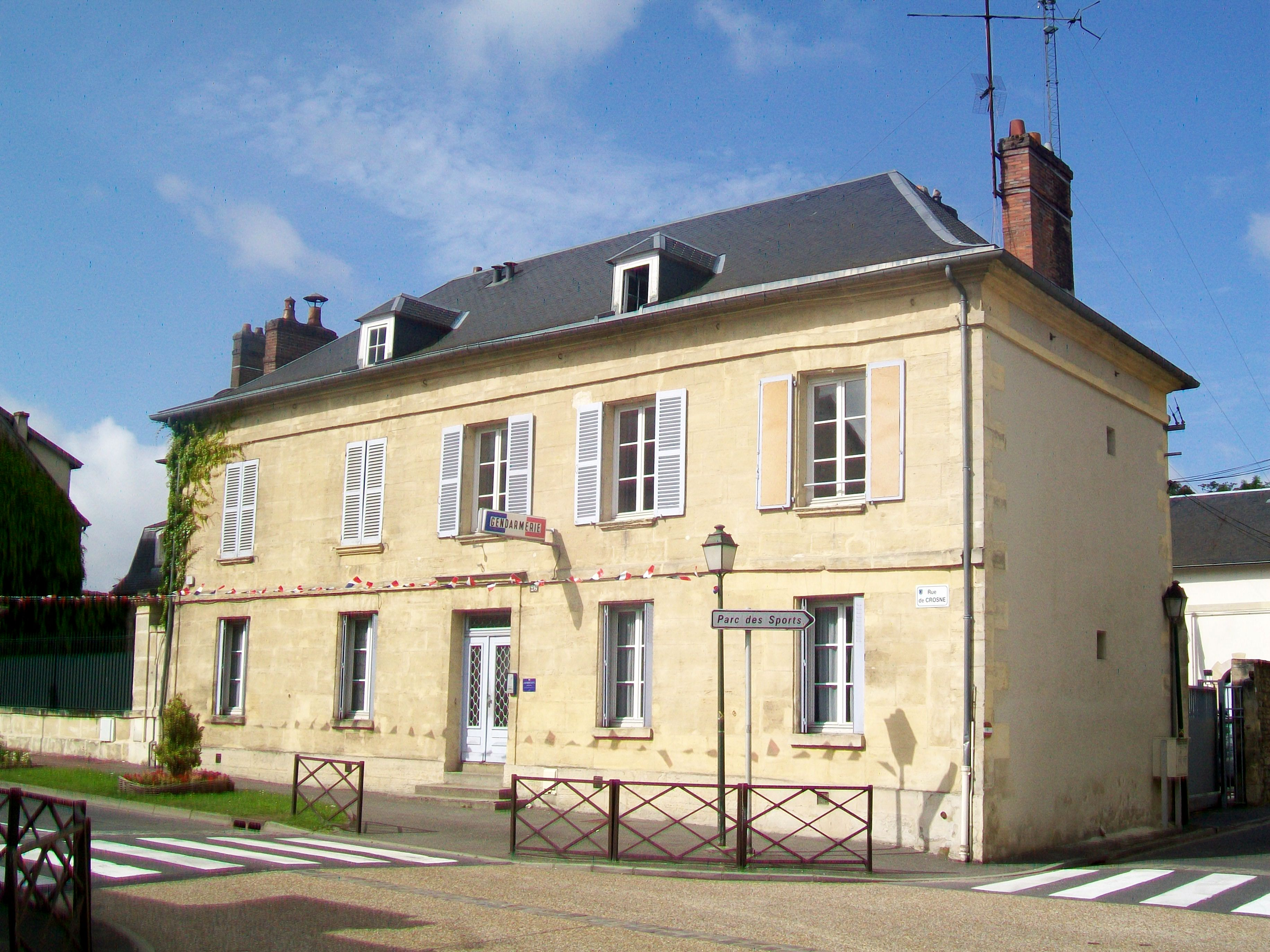
宪兵队

### 教育
韦克桑地区马尼属于凡尔赛学区。截止2020年1月1日，韦克桑地区马尼境内共有2所幼儿园、4所小学和2所初级中学。2018至2019学年度，韦克桑地区马尼境内共有在校中等教育阶段学生658名。

### 医疗
截止2020年1月1日，韦克桑地区马尼境内共有全科医生8名、保健师7名、牙医2名、护士11名、皮肤科医生1名、助产士3名和妇科医生1名。境内共有药房2家、养老院2家、残疾人帮扶中心1家。
韦克桑地区市际医疗集团（Groupement Hospitalier Intercommunal du Vexin）是法国的一个区域性医疗机构，其主病区位于韦克桑地区马尼市区，设有床位566个，是当地规模最大的公立综合性医院。

### 住房
2018年，韦克桑地区马尼境内共有各类住房2,679套，其中57.3%为独立式居民区，42.2%为集中式居民区。常住房屋占韦克桑地区马尼市镇范围内居民建筑总量的89.4%。
在住房保障政策方面，2020年，韦克桑地区马尼境内共有544户家庭获得了住房经济补助，受益人数占总人口数量的9.5%，其中526份为房租补助。

### 商业
2019年，韦克桑地区马尼境内共有各类实体商铺213家，其中餐厅27家、大型超市4家、杂货店1家、面包房3家、肉铺3家、书店2家、装饰品店1家、银行门店6家、美容美发店7家、汽车维修店21家。市区南部建有Demi Lune大型开放式商业街区，有E.Leclerc超市。

### 体育
2020年，韦克桑地区马尼境内共有1间体育馆、1座综合体育场、5处网球场、1处足球或橄榄球场以及1处篮球或排球场。
截至2022年4月，韦克桑地区马尼足球俱乐部（Magny en Vexin Football Club，编号500686）是当地唯一的注册足球俱乐部，其主队2021至2022赛季参加瓦兹河谷省足球联赛丁组（法国第十二级别），其主场保罗·谢龙球场（Stade Paul Chéron）位于市区西南部。

### 环境
韦克桑地区马尼的环境事务由其所属的韦克桑-塞纳河谷市镇公共社区负责。2019年，韦克桑地区马尼境内共有1家污染企业。

### 治安
2019年，韦克桑地区马尼市镇范围内有1处宪兵队。
韦克桑地区马尼所在地是蓬图瓦兹国家宪兵队（zone gendarmerie de Pontoise）的管辖范围。2020年，该警区辖区内共78个市镇累计发生各类案件3,106起，其中盗窃类案件1,912起，经济类案件341起，毒品交易类案件55起。

## 文化
2020年，韦克桑地区马尼境内暂无任何文化设施。韦克桑地区马尼市政府提供乔治·桑市政图书馆（Bibliothèque Municipale George Sand），每周二、三、五、六向公众开放。

### 建筑
韦克桑地区马尼境内有多处历史建筑，其中法国国家文物保护单位包括圣母诞辰教堂、布里耶尔宫（Hôtel de Brière）等。

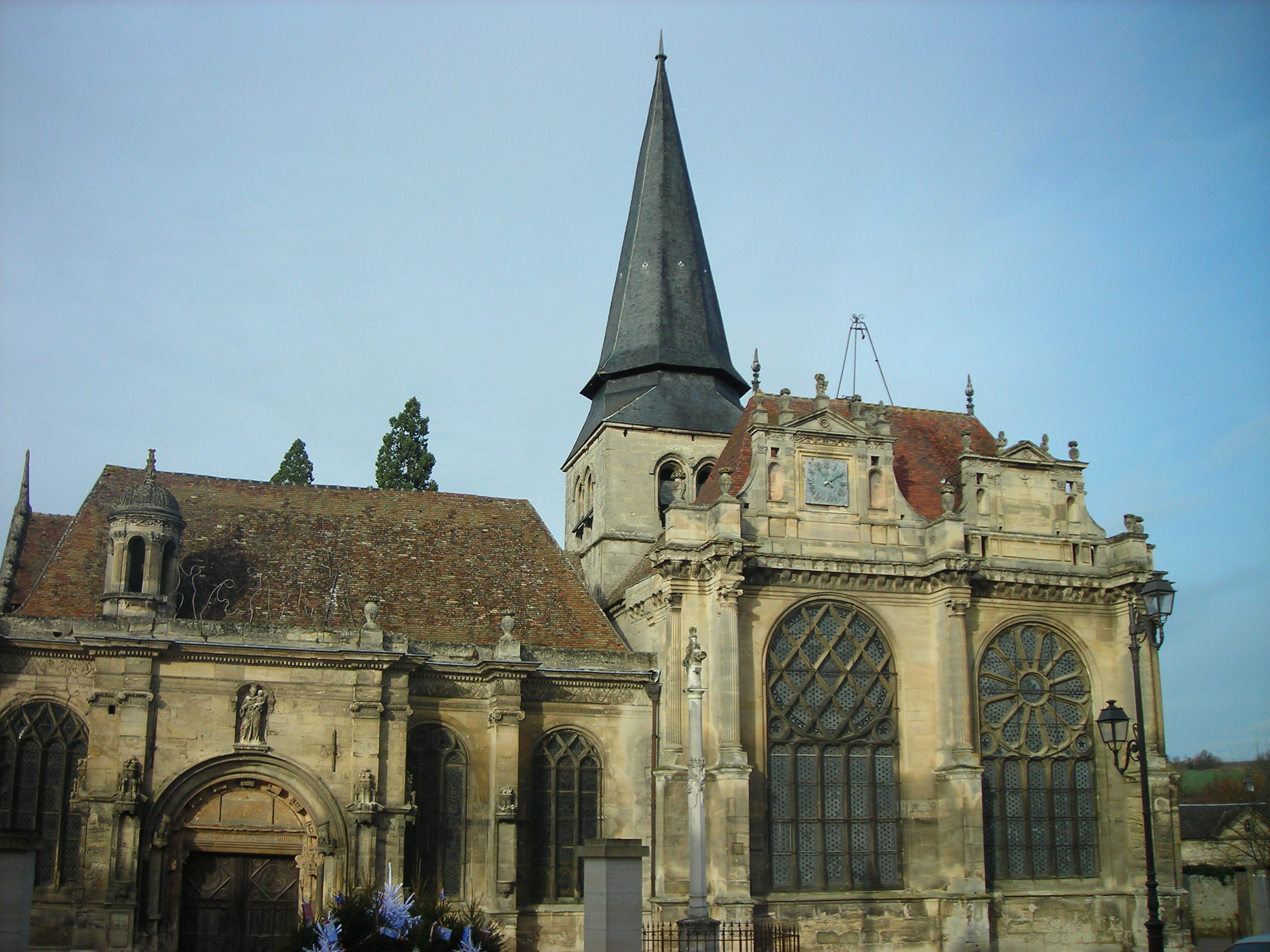
圣母诞辰教堂（法语：Église Notre-Dame-de-la-Nativité de Magny-en-Vexin）
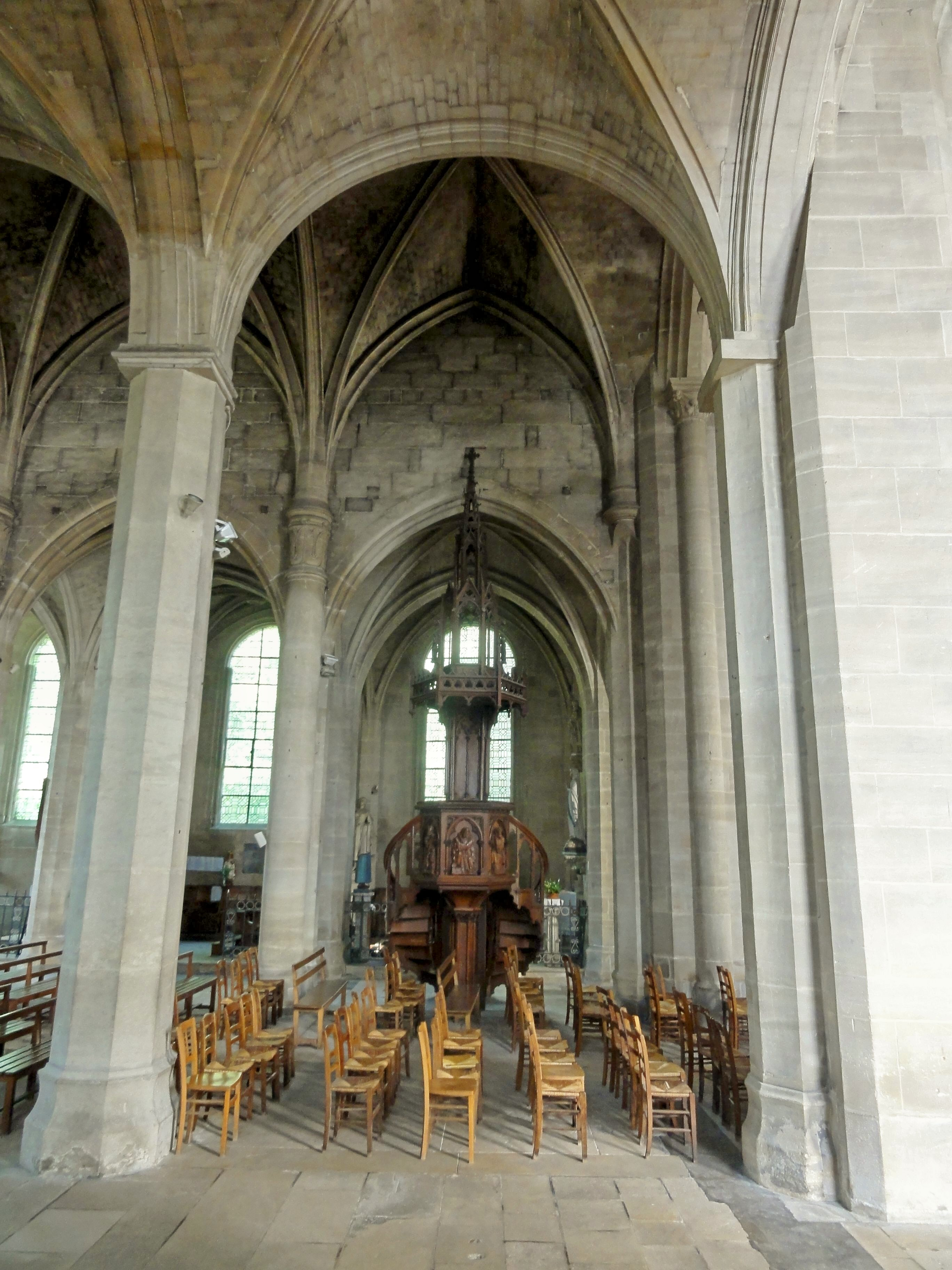
教堂大厅
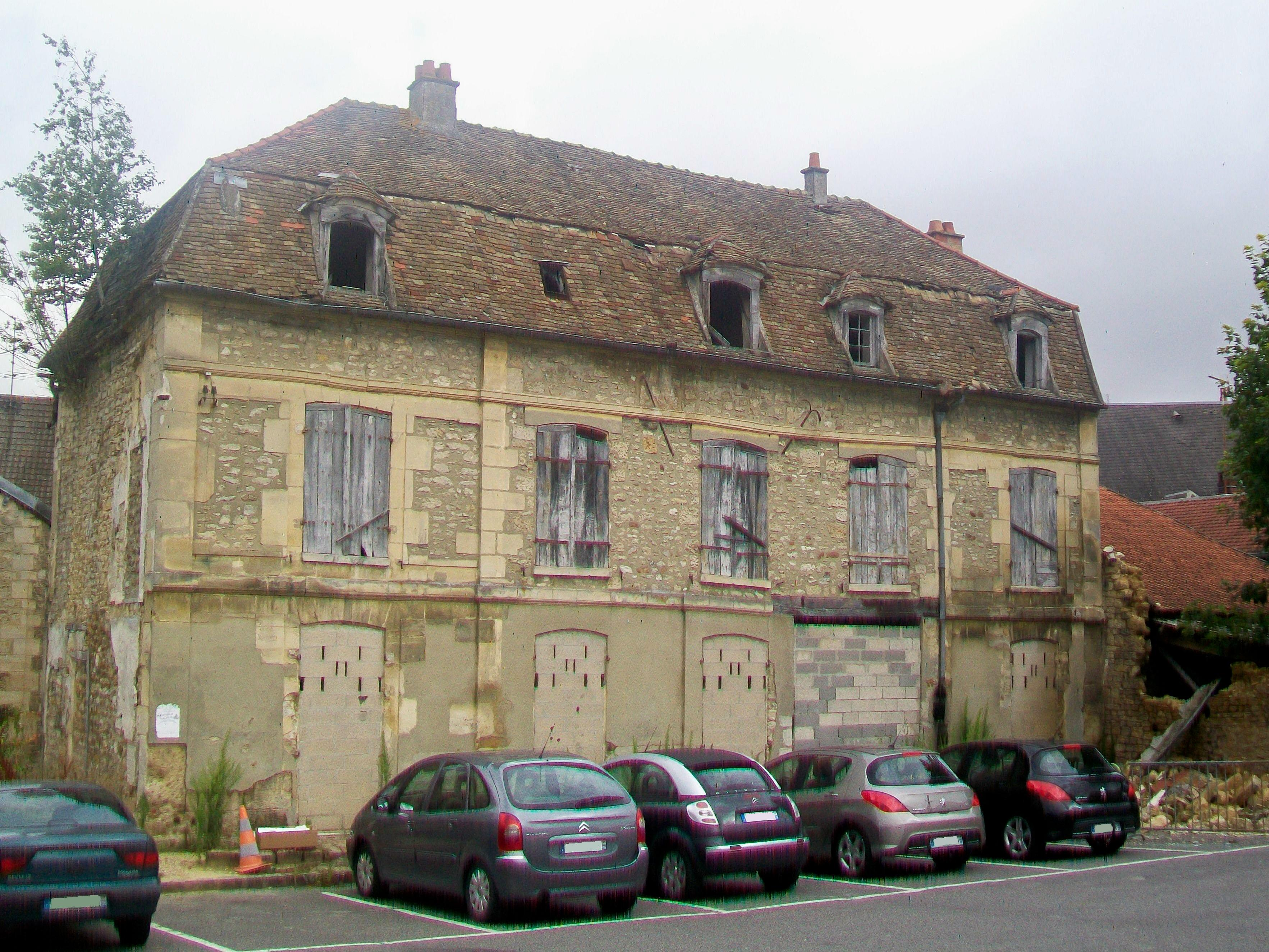
布里耶尔宫
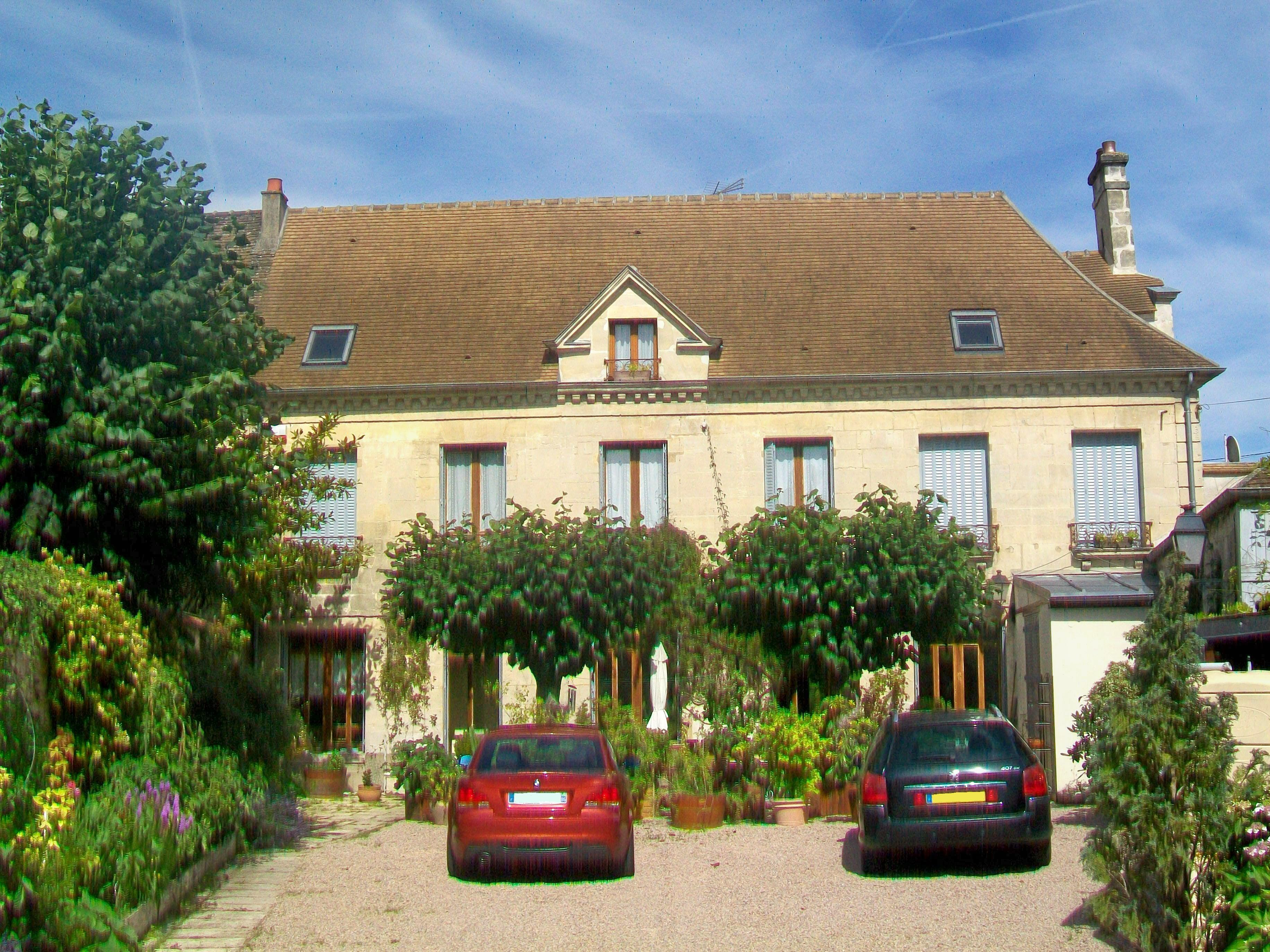
科德利埃会堂
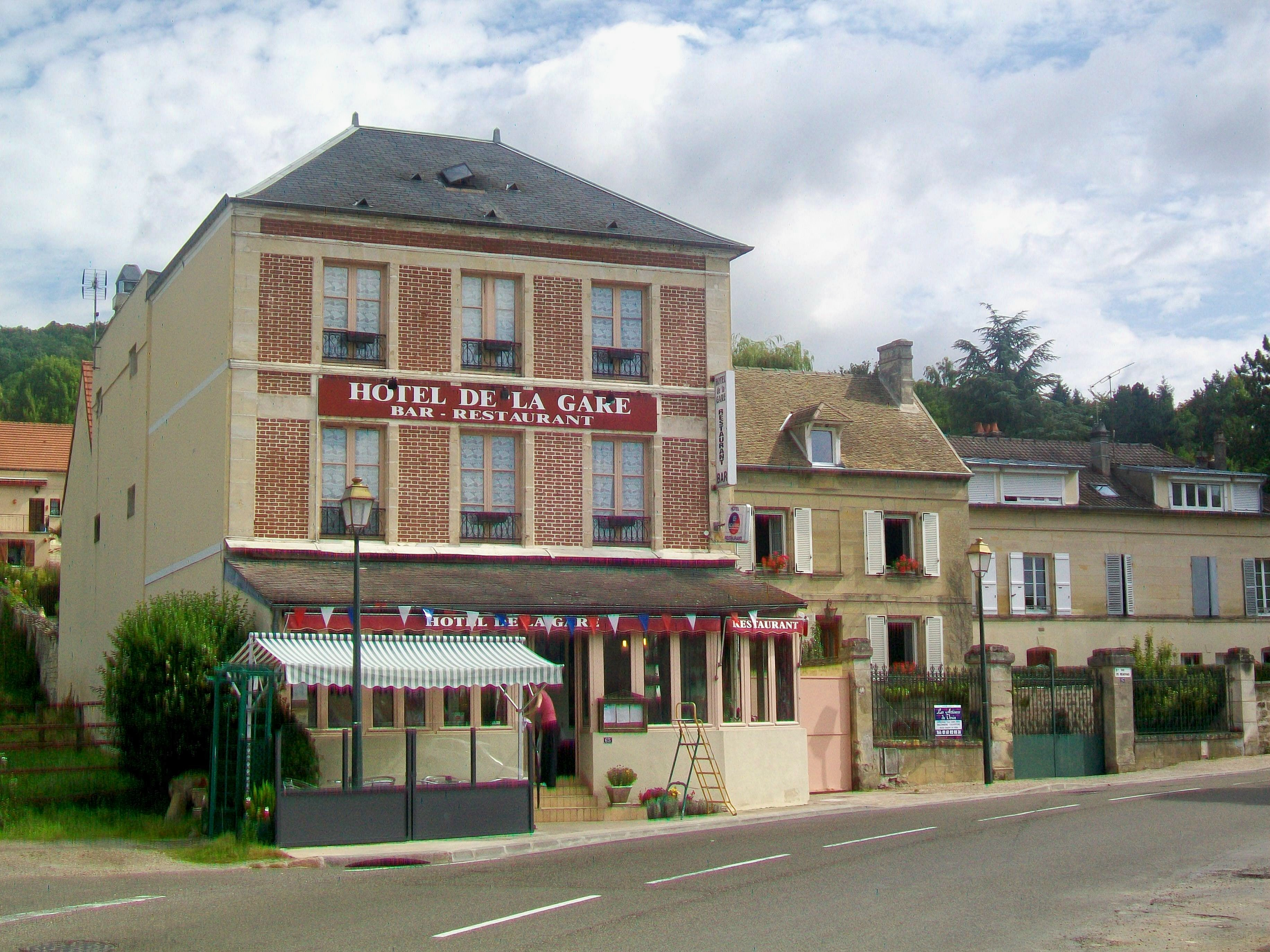
车站酒店
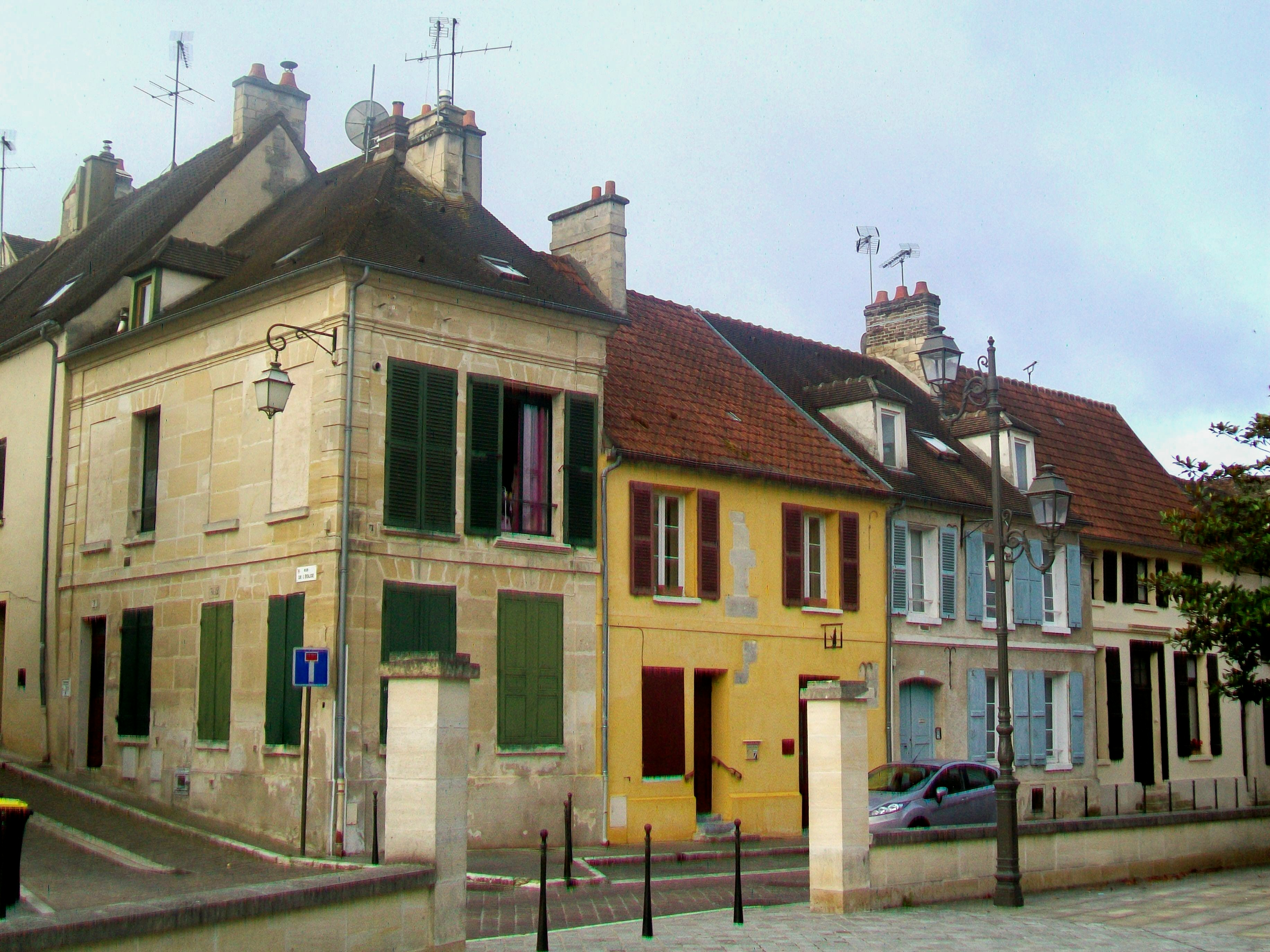
传统民居
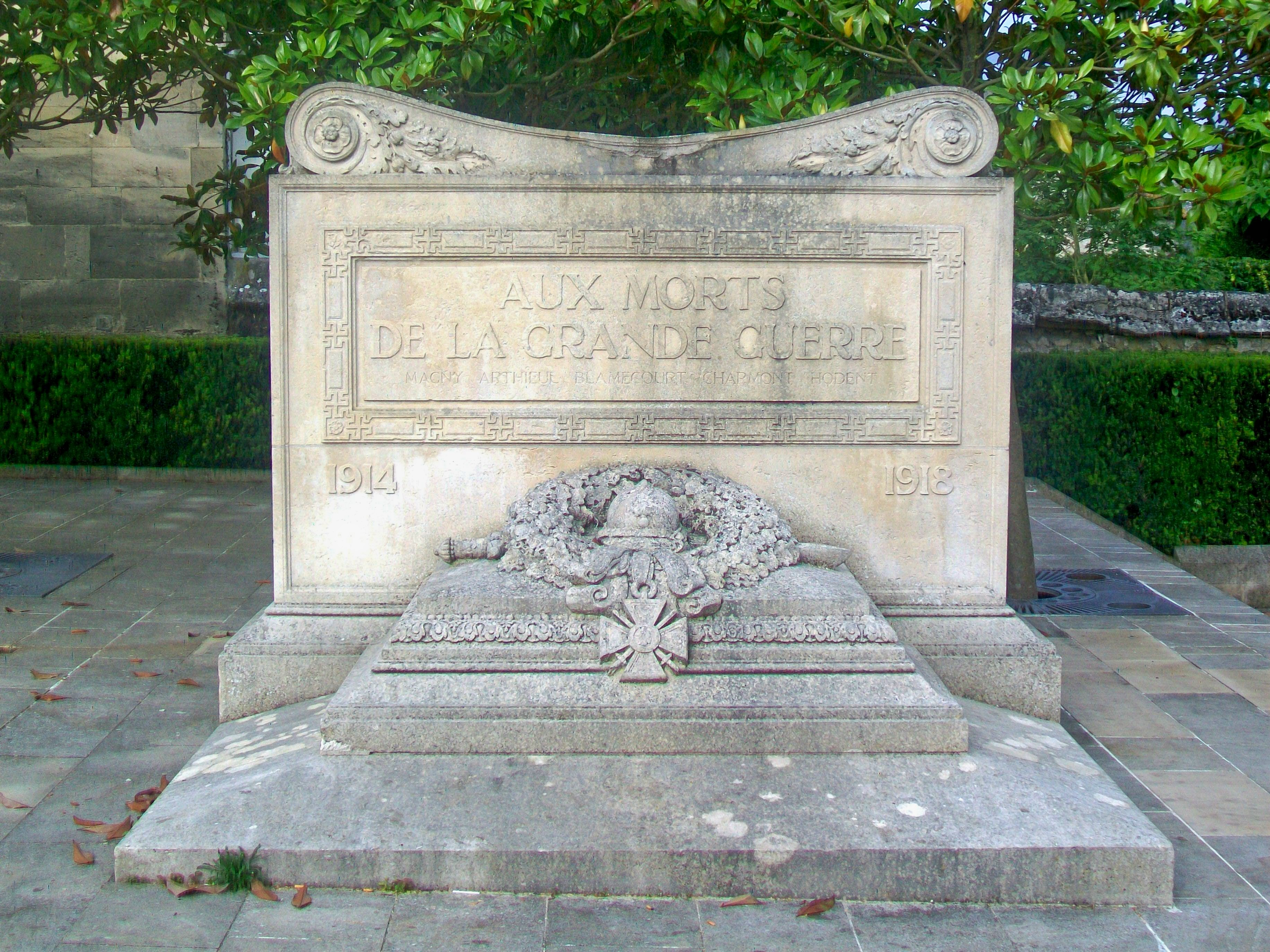
战争纪念碑

### 旅游
韦克桑地区马尼的旅游事务由其所属的韦克桑-塞纳河谷市镇公共社区负责。2021年，韦克桑地区马尼境内暂无任何游客接待设施。

### 媒体
法国主要的媒体均可在韦克桑地区马尼接收，法国电视三台下属的法兰西岛大区频道在部分时段播出韦克桑地区马尼所属区域的地方新闻。《巴黎人报》、蓝色法兰西巴黎广播、BFM电视台巴黎频道等是当地的主要地方性媒体。

## 友好城市
截至2022年4月，韦克桑地区马尼共与两座城市互为友好城市关系：
- 德国 赖兴巴赫-施泰根
- 英格兰 奇平诺顿